# Amphiesma nicobariense
Amphiesma nicobariense là một loài rắn trong họ Colubridae. Loài này được Sclater mô tả khoa học đầu tiên năm 1891.